# Carlos Gaviria (director)
Carlos Gaviria (Bogotá, Colombia; 9 de febrero de 1956) es un director colombiano de cine y televisión. Retratos en un mar de mentiras es su ópera prima, donde además de director es guionista y editor.

## Carrera
Carlos "el negro" Gaviria (como lo conocen en el medio) tiene una Maestría en Bellas Artes del Departamento de Cine de la Universidad de Nueva York.

Vivió durante varios años en los Estados Unidos donde participó en varias producciones. Como director de fotografía, participó, entre otras, en la cinta Don’t Let Go, protagonizada por Scott Wilson y Katherine Ross, la cual ganó el Festival de Cine de Westchester (EE. UU.); The Ghost Club (2003); Corriente peligrosa (1998); Un arma, un auto, una rubia (A gun, a car, a blonde), protagonizada por el ganador del Óscar Billy Bob Thornton, John Ritter, Kay Lenz y Jim Metzler.
Fue consultor de UNICEF, donde creó y dirigió algunos documentales, incluido 500 segundos: los hijos de Las Américas (1994), que fue presentado en más de 250 estaciones alrededor del mundo. También dirigió Minas (1995), un documental de 25 minutos sobre las minas de carbón en Colombia, con el que ganó el premio como Mejor Director y Mejor Editor en Bogotá (Colombia) y participó en la competencia oficial del Festival Internacional de Cine Documental Cinéma du Réel en París (Francia). En 2006, dirigió y produjo con Franz Baldassini el documental Declaraciones de guerra, el cual se emitió en la cadena de cable Starz Encore de los Estados Unidos, durante 18 meses. 
En televisión se puede destacar la dirección de 30 capítulos de una hora de La ley del silencio, una serie dramática producida por FremantleMedia para NBC-Telemundo en Dallas, Texas (EE. UU.); la dirección de quince episodios de la serie Mujeres asesinas (2007) de Vista Producciones para RCN Televisión, ganadora del premio TV y Novelas a Mejor Serie Dramática en Colombia durante dos años consecutivos y que además fue nominada al Premio India Catalina como Mejor Serie en el Festival Internacional de Cine y Televisión de Cartagena de Indias; la codirección de la miniserie de sesenta capítulos de una hora de Rosario Tijeras emitida por el Canal RCN y producida en Medellín (Colombia) por Teleset-Sony.
En cine, ha dirigido Retratos en un mar de mentiras, un relato del drama de los desplazados por el conflicto interno colombiano. Carlos Gaviria ha construido con su cinta un espejo donde lleva a la memoria reciente de su país y recuerda lo muy poco que se ha avanzado en sanar sus heridas históricas.
- Datos: Q3660064